# Vilantice
Vilantice (německy Fillenz) jsou obec v okrese Trutnov v Královéhradeckém kraji. Žije zde 210 obyvatel.

## Historie
První písemná zmínka o obci pochází z roku 1490.

## Obyvatelstvo
| Rok            | 1869 | 1880 | 1890 | 1900 | 1910 | 1921 | 1930 | 1950 | 1961 | 1970 | 1980 | 1991 | 2001 | 2011 | 2021 |
| -------------- | ---- | ---- | ---- | ---- | ---- | ---- | ---- | ---- | ---- | ---- | ---- | ---- | ---- | ---- | ---- |
| Počet obyvatel | 691  | 687  | 636  | 530  | 562  | 487  | 429  | 280  | 272  | 256  | 243  | 199  | 187  | 194  | 184  |
| Počet domů     | 109  | 107  | 107  | 109  | 109  | 106  | 106  | 104  | 81   | 77   | 68   | 86   | 88   | 92   | 92   |

## Obecní správa
V letech 1961–1972 spadaly Vilantice do okresu Náchod, od 1. července 1972 jsou součástí okresu Trutnov.

### Části obce
- Vilantice
- Chotěborky

### Obecní symboly
Znak a vlajka byly obci uděleny rozhodnutím předsedkyně Poslanecké sněmovny Parlamentu České republiky dne 4. října 2012.

## Osobnosti
- Jindra Kopecká (1880–1905), spisovatelka a překladatelka